# 新橋站前大廈

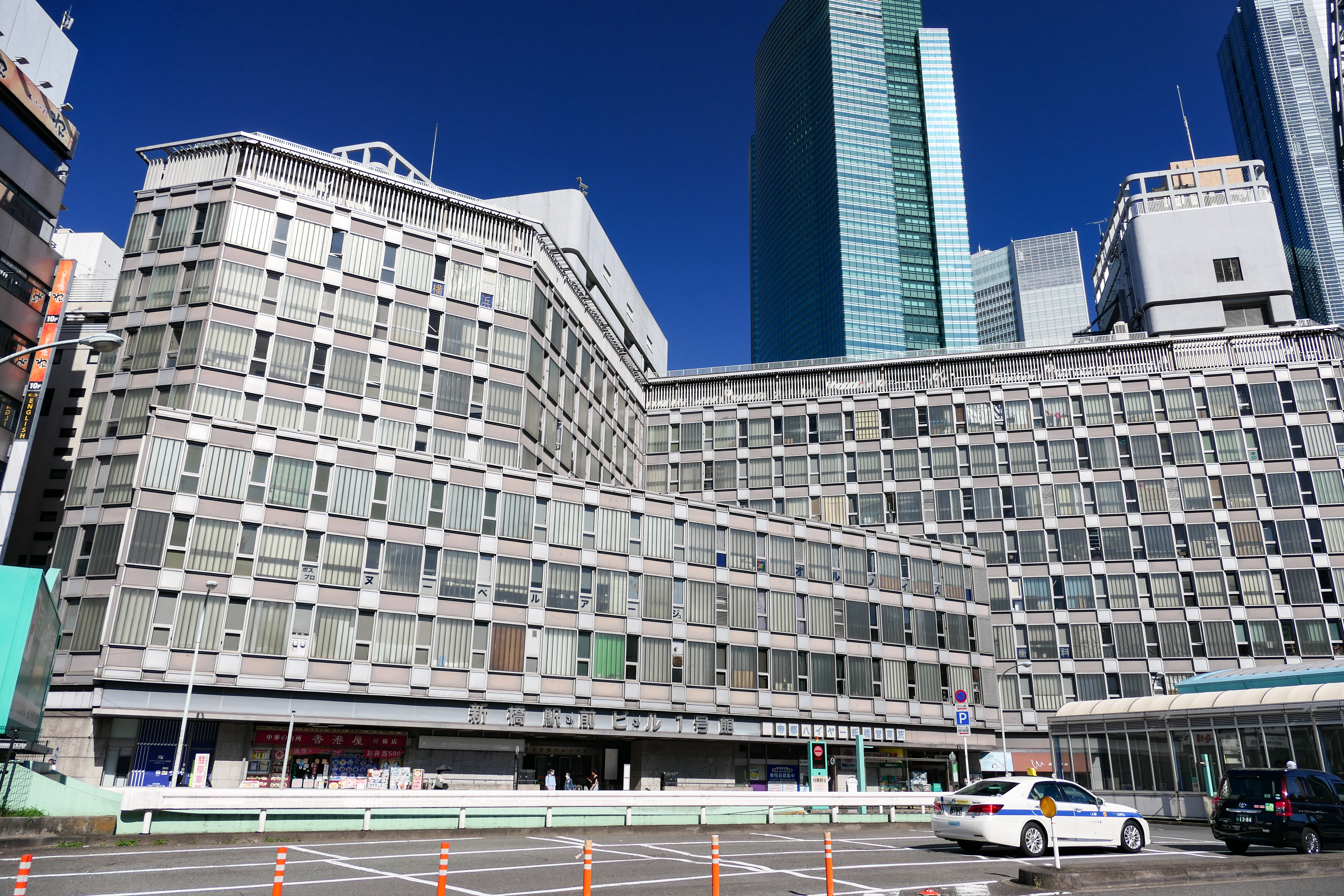

新橋站前大廈（日语：新橋駅前ビル）是一座位於日本東京都港區新橋新橋站汐留口前的建築。這棟建築竣工於1966年。地下至地上二層部分以飲食店為主，和新橋站對面的新新橋大廈並稱為「上班族的綠洲」。